# Argalista variecostata
Argalista variecostata är en snäckart som beskrevs av Powell 1937. Argalista variecostata ingår i släktet Argalista och familjen turbinsnäckor. Inga underarter finns listade i Catalogue of Life.